# 美濃川合站
美濃川合站（日语：／ Mino-kawai eki */?）是位於岐阜縣美濃加茂市川合町一丁目，東海旅客鐵道（JR東海）的太多線車站。

## 歷史
- 1952年（昭和27年）12月26日 - 日本國有鐵道車站啟用。
- 1987年（昭和62年）4月1日：伴隨國鐵分割民營化，車站由東海旅客鐵道（JR東海）營運。
- 2010年（平成22年）3月13日 - 此站開始可以使用IC卡「TOICA」[1]。

## 車站構造
車站是一座地面車站，設有1面1線單式月台。月台建設在大彎位上。
此站是由美濃太田站管理的無人車站。設有候車室。

## 使用狀況
在2019年（令和元年）度1日平均乘車人次為442人。
根據「美濃加茂市統計書」，以下為1日平均乘車人次列表：
| 年度   | 1日平均 乘車人次 |
| ------ | ---------------- |
| 1990年 | 378              |
| 1995年 | 488              |
| 2000年 | 393              |
| 2001年 | 404              |
| 2002年 | 420              |
| 2003年 | 440              |
| 2004年 | 413              |
| 2005年 | 371              |
| 2006年 | 341              |
| 2007年 | 330              |
| 2008年 | 350              |
| 2009年 | 349              |
| 2010年 | 385              |
| 2011年 | 399              |
| 2012年 | 409              |
| 2013年 | 408              |
| 2014年 | 399              |
| 2015年 | 431              |
| 2016年 | 421              |
| 2017年 | 432              |
| 2018年 | 430              |
| 2019年 | 442              |

## 車站周邊
- 木曾川
- 飛驒川（日语：飛騨川）
- JR東海美濃太田車輛區（日语：美濃太田車両区）
- 國道248號（日语：国道248号）
- 關西電力今渡水壩（日语：今渡ダム）

## 相鄰車站
東海旅客鐵道（JR東海）
 太多線
可兒（CI02）－美濃川合（CI01）－美濃太田（CI00）

## 注腳
1. ↑   (PDF) (新闻稿). 東海旅客鉄道. 2009-12-21  [2020-12-19]. （原始内容 (PDF)存档于2020-12-19） （日语）.